# Igua
Igua — викопний рід ігуанових ящірок, що належить до групи під назвою Gobiguania, яка була ендеміком пустелі Гобі під час пізньої крейди. Типовий вид Igua minuta був названий у 1991 році на основі черепа з формації Barun Goyot у Монголії. Сам череп дуже малий, лише 14 міліметрів у довжину, і, можливо, належав неповнолітньому, враховуючи, що багато кісток не зрослися. Довжина від морди до живота особини (загальна довжина тіла без хвоста) оцінюється в 55—65 міліметрів. Ігуа відрізняється від споріднених гобігуанів, таких як Polrussia, більш округлим черепом. За зовнішнім виглядом схожий на живі роди Liolaemus і Tropidurus. Зуби тристулкові та плевродонтні, тобто вони прикріплені до внутрішніх поверхонь щелеп.